# Џорџтаун (Калифорнија)
Џорџтаун (енгл. Georgetown) насељено је место без административног статуса у америчкој савезној држави Калифорнија.

## Демографија
По попису из 2010. године број становника је 2.367, што је 1.405 (146,0%) становника више него 2000. године.
| Група             | 2000.       | 2010.         |
| Белци             | 890 (92,5%) | 2.021 (85,4%) |
| Афроамериканци    | 1 (0,1%)    | 47 (2,0%)     |
| Азијати           | 13 (1,4%)   | 18 (0,8%)     |
| Хиспаноамериканци | 36 (3,7%)   | 177 (7,5%)    |
| Укупно            | 962         | 2.367         |